# HD42382
HD42382 — хімічно пекулярна зоря спектрального класу
B9 й має видиму зоряну величину в смузі V приблизно  9,1.

## Пекулярний хімічний вміст
Зоряна атмосфера HD42382 має підвищений вміст 
Cr
.